# Confiserie Roodthooft

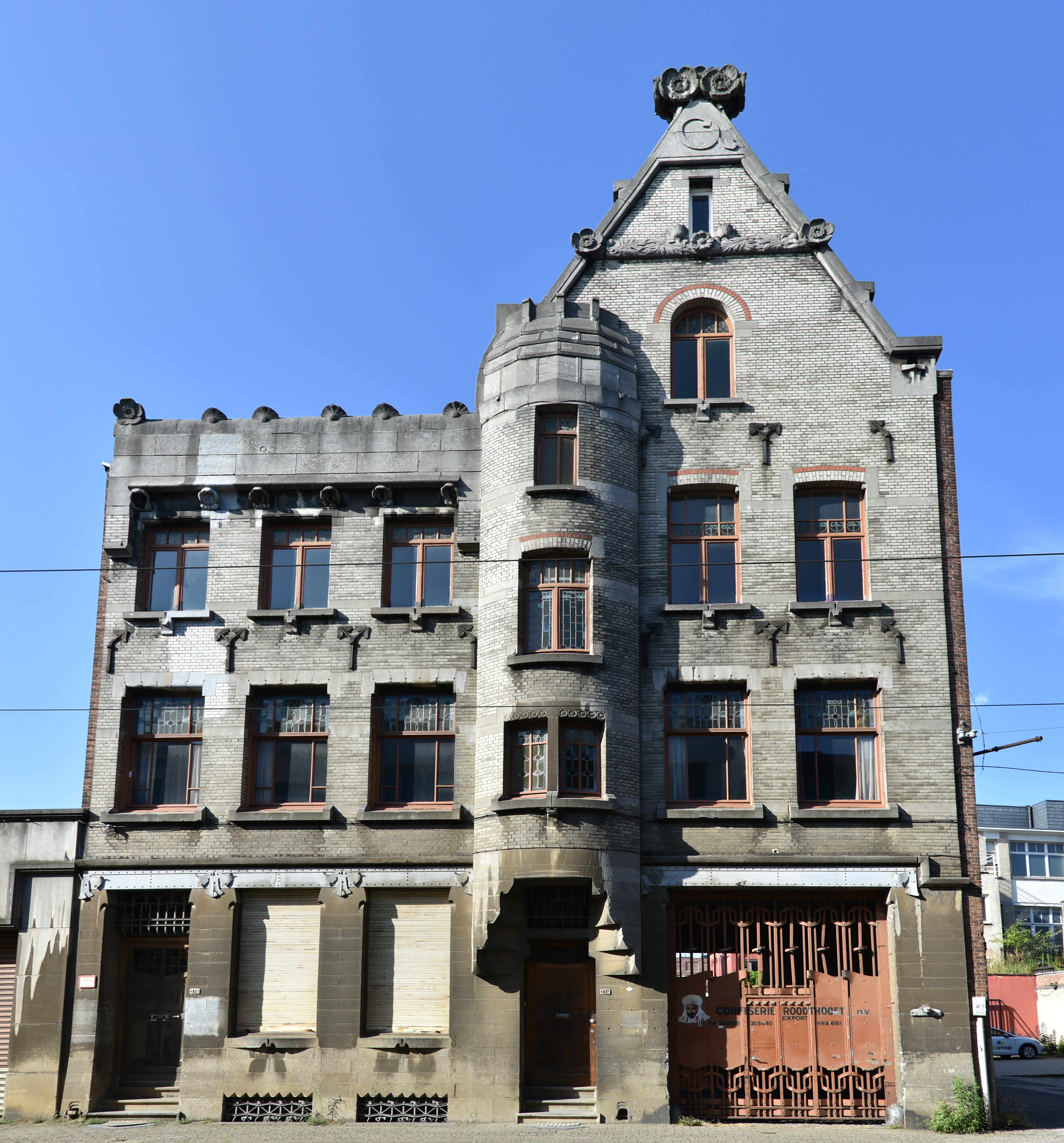
Confiserie Roodthooft in de Lange Leemstraat

Confiserie Roodthooft, een derde generatie familiebedrijf, is opgericht door Louis Roodthooft en zijn echtgenote Johanna Stoops in 1925. De hoofdvestiging stond in de Antwerpse Lange Leemstraat, ontworpen door leerlingen van Victor Horta. Maart 2017 kondigde het bedrijf echter aan het pand ontgroeid te zijn en de productie naar de voormalige Heinz-fabriek op bedrijventerrein Veedijk in Turnhout te verhuizen tegen begin 2018. De onderneming maakt toffees en snoepjes die wereldwijd geëxporteerd worden. In 2022 werd het bedrijf overgenomen door Astra Sweets.
Naast Pickers en Our Original Belgian Toffees is zijn bekendste product, vooral in België, de Caramella Mokatine, ook in Antwerpen bekend als de Arabierekes omdat er een Arabier op het papiertje staat, een snoepje met koffiesmaak, waarvan het recept nog steeds hetzelfde is als in het begin. De Caramella Mokatine wordt zowel in binnen- als buitenland aardig gesmaakt. Jaarlijks gaat het om maar liefst vijfhonderd ton, zo’n tachtig miljoen stuks.
Het huidige succes van de snoepjes is niet alleen te danken aan de smaak, maar ook aan het trage smeltproces van 6 minuten in de mond. In Amerika, waar de Arabiertjes sinds 2012 over de toonbank gaan, wordt daarom expliciet 'niet bijten' vermeld op de verpakking.